# Sean Green
Sean Curtis Green (Santa Monica, 2 febbraio 1970) è un ex cestista statunitense, professionista nella NBA e in Europa.

## Carriera
È stato selezionato dagli Indiana Pacers al secondo giro del Draft NBA 1991 (41ª scelta assoluta).

## Palmarès
- All-USBL Second Team (1996)